# Viviana Bontacchio
Viviana Bontacchio (Pezzaze, 11 giugno 1959 – Pezzaze, 23 gennaio 2012) è stata una calciatrice italiana, di ruolo centrocampista.

## Carriera
Atleta di spicco nel giovane panorama del campionato italiano, giocò sempre ad alto livello dagli anni settanta ai primi anni novanta, vincendo 6 scudetti e 3 Coppe Italia, indossando più volte anche la maglia della nazionale italiana con la quale vince due Mundialito.

Al Sanitas Trani 80 nella stagione 1985, in piedi da sinistra: Paolo Loporchio (presidente), Santino Barbato (allenatore), Angela Coda, Viola Langella, Antonella Carta, Paola Bonato, Rose Reilly (capitano), Luana Pavan; accosciati da sinistra: Nunzio Corrado (massaggiatore), Viviana Bontacchio, Lone Smidt Hansen, Antonella Marrazza, Ulla Bastrup, Adele Marsiletti.

Il Milan 82 1988-1989. In piedi da sinistra: Laura Cascella, Ulla Bastrup, Rita Lanfranchi, Nazzarena Grilli, Rossana Cassani. Accosciate da sinistra: Viviana Bontacchio, Angela Cosentino, Laura Tavella, Maria Diano, Nausica Pedersoli, Eleonora Brambilla.

## Palmarès

### Club
- Campionato italiano: 6

Alaska Lecce: 1981, 1982, 1983
Trani 80: 1984, 1985, 1985-1986
- Coppa Italia: 3

Alaska Lecce: 1981, 1982
Trani 80: 1983

### Nazionale
- Mundialito: 2

1984, 1986